# Les Quatre Fantastiques : Premiers pas
Pour les articles homonymes, voir Les Quatre Fantastiques (homonymie).
Série l'univers cinématographique Marvel
Thunderbolts*
(2025) Spider-Man: Brand New Day
(2026)
Pour plus de détails, voir Fiche technique et Distribution.
Les Quatre Fantastiques : Premiers pas (The Fantastic Four: First Steps) est un film américain réalisé par Matt Shakman et sorti en 2025.
Il s'agit du 37e film de l'univers cinématographique Marvel et le 1er de la phase 6. Le film met en vedette les Quatre Fantastiques, une équipe de super-héros créée par Jack Kirby et Stan Lee pour les comics Marvel. C'est la cinquième adaptation cinématographique de ces personnages, après Les Quatre Fantastiques (1994, inédit en salles), Les Quatre Fantastiques (2005), sa suite Les Quatre Fantastiques et le Surfer d'argent  (2007), ainsi que Les Quatre Fantastiques (2015).

## Synopsis
En 1964, sur la Terre-828, un monde aux allures rétrofuturistes, les Quatre Fantastiques sont les seuls super-héros de leur univers. Quatre ans auparavant, Reed Richards, Ben Grimm, Susan et Johnny Storm ont acquis des pouvoirs surhumains après avoir été exposés à des rayonnements cosmiques lors d'une mission spatiale. Reed, l'homme le plus intelligent du monde, peut étirer son corps à volonté, son épouse Susan contrôle l'invisibilité et crée des champs de force, son frère Johnny s'enflamme comme une torche humaine, et Ben, le meilleur ami de Reed, s'est transformé en une créature rocailleuse à la force colossale. Véritables icônes mondiales, ils œuvrent pour protéger la Terre et maintenir la paix et la diplomatie, notamment par le biais la Fondation du Futur, dirigée par Susan. 
Lors de leur traditionnel dîner du dimanche dans leur QG, le Baxter Building, Susan annonce au reste de l'équipe qu'elle est enceinte de son premier enfant, Franklin. Alors que l'équipe attend l'arrivée du bébé, le monde entier se questionne s'il sera doté comme sa famille de super-pouvoirs, Reed et Susan estiment cependant que ce n’est pas le cas. De son côté, Johnny tente de traduire des messages issus des profondeurs de l'espace tandis que Ben commence à tisser des liens avec Rachel Rozman, une professeure d'école primaire.
Quelques mois plus tard, le soir d'Halloween, New York est témoin de l'arrivée sur Terre de Shalla-Bal, une extraterrestre à la peau argentée se déplaçant sur un surf volant. Elle se présente comme le héraut de Galactus, un dieu cosmique surpuissant qui compte bientôt consumer la Terre. Johnny tente de la poursuivre en vol, mais elle s'échappe à toute vitesse dans l'espace, après lui avoir dit une phrase dans sa langue natale. Face à la panique mondiale, l'équipe décide de partir à la rencontre de Galactus dans l'espace à bord de leur vaisseau, l'Excelsior, après que Reed l'ait localisé en suivant la signature énergétique laissée par Shalla-Bal sur les différentes planètes que Galactus a dévoré auparavant. 
Les Quatre voyagent alors en hyperespace jusqu'à LHS-275, le système binaire où se trouve Galactus. Sur place, l'équipe assiste impuissante à la destruction d'une planète par son vaisseau-monde. Ils sont aussitôt capturés et Shalla-Bal les accueille avant de les conduire devant son maître. Galactus apparaît sous une forme titanesque et leur révèle son origine : il y a des milliards d'années, bien avant la naissance de l'Univers, il n'était qu'un être ordinaire. Transformé par des circonstances cosmiques, il est devenu un mal inévitable, condamné à une faim éternelle, contraint de dévorer des planètes pour survivre. En voyant Susan enceinte, il perçoit que son fils est doté de pouvoirs très puissants. Il leur propose alors d'épargner la Terre si l'enfant lui est remis. Galactus voit en Franklin un moyen de mettre un terme à sa damnation, le bébé pouvant lui servir de successeur grâce au pouvoir cosmique qu'il a en lui. L'équipe refuse catégoriquement et est contrainte de prendre la fuite à bord de l'Excelsior après que Galactus a utilisé ses pouvoirs pour accélérer la grossesse de Susan, lui faisant subir de violentes contractions.
Poursuivis par Shalla-Bal en hyperespace dans un trou de ver, les Quatre réussissent à lui échapper en la piégeant dans le puits gravitationnel d'une immense étoile à neutrons, qu'ils parviennent ensuite à contourner de justesse. Shalla-Bal est temporairement hors d'état de nuire, il lui faudra près d'un mois pour s'en libérer. Leur dispositif de navigation hyperspatiale ayant été détruit au cours de la fuite, Les Quatre utilisent alors l'assistance gravitationnelle de l'étoile pour rentrer sur Terre en hyperespace. Une fois en orbite autour de la planète, Susan accouche de Franklin. 
De retour à New York où un mois est passé depuis leur départ, l'équipe est contrainte d'annoncer au cours d'une conférence de presse désastreuse qu'ils n'ont pas vaincu Galactus. Ils sont alors confrontés à la colère des habitants, qui les accusent de condamner la planète en refusant de livrer Franklin. Johnny découvre que les messages extraterrestres qu'il tentait de traduire proviennent en réalité de la planète d'origine de Shalla-Bal, Zenn-La. Tandis que des manifestants encerclent le Baxter Building, Susan prend la parole et prononce un discours émouvant, promettant que les Quatre Fantastiques protégeront la population quoi qu'il en coûte, telle une famille. Ses mots ravivent la confiance des habitants en leurs héros.
Alors que Galactus traverse le système solaire et se rapproche de jour en jour de la Terre, Reed met au point un dispositif capable de téléporter la Terre dans une galaxie située à des années-lumière, ce qui laisserait à Galactus des millions d'années à retrouver la planète. Les nations du monde entier collaborent pour installer ces téléporteurs aux quatre coins du monde. Mais au moment de les activer, Shalla-Bal revient sur Terre et détruit la plupart des appareils. Il ne reste alors plus qu'un seul téléporteur intact à Times Square. Pour tenter de la faire changer d'avis, Johnny diffuse les messages de Zenn-La. Shalla-Bal se rappelle alors sa vie passée, avant de devenir l'héraut de Galactus en échange du salut de sa planète. Johnny appuie sur la culpabilité, lui rappelant les mondes qu'elle a livrés à Galactus et qui ont été anéantis. Bouleversée, Shalla-Bal s'enfuit, abandonnant derrière elle le dernier téléporteur encore en état de marche.
Les Quatre mettent alors au point une nouvelle stratégie : attirer Galactus avec Franklin comme appât, où ils utiliseront le dernier téléporteur pour le bannir dans une autre galaxie. Ils concluent également un marché avec leur ancien ennemi, Harvey Elder alias l'Homme-Taupe, qui accepte d'abriter les habitants dans son royaume souterrain, Subterranea, tandis que l'équipe affrontera Galactus à la surface.
Galactus débarque en plein cœur de Manhattan et se dirige vers Times Square, comme prévu. Avant qu'il ne puisse trop s'approcher, Franklin est rapidement mis à l'abri au Baxter Building tandis Johnny aveugle temporairement le titan pour le ralentir. Mais Galactus retrouve rapidement la vue, découvre le piège et s'empare de Franklin en détruisant une partie du Baxter Building. Susan déploie alors un gigantesque champ de force pour déplacer Galactus vers le téléporteur, la tuant sur le coup. Reed sauve Franklin tandis que Johnny active le téléporteur. Alors que Galactus est encore à moitié pris dans le vortex, Shalla-Bal surgit de nouveau et se sacrifie pour le faire basculer complètement. L'équipe pleure la disparition de Susan, jusqu'à ce que Franklin s'approche de sa mère et, d'un simple toucher de mains, la ramène miraculeusement à la vie, révélant ainsi l'immensité de ses pouvoirs. La Terre est sauvée, et ses habitants célèbrent la victoire des Quatre Fantastiques.
Un an plus tard, l'équipe est invitée sur un plateau de télévision pour fêter leurs cinq ans d'existence et leur victoire contre Galactus. Mais, ils doivent quitter le studio en urgence pour intervenir en ville, cette fois-ci accompagnés de Franklin, le cinquième membre de l'équipe.
Scène inter-générique
Quatre ans plus tard, au Baxter Building, Susan lit un livre à Franklin. Elle part en chercher un autre et, en revenant dans le salon, elle voit son fils toucher le visage d'une silhouette menaçante de dos, vêtu d'une cape à capuche verte tenant un masque métallique : le Docteur Doom.
Scène post-générique
Une télévision diffuse le générique d'un dessin animé mettant en scène les aventures des Quatre Fantastiques. Ils affrontent plusieurs vilains, dont le Fantôme rouge et ses super-singes, le Maître des maléfices, Diablo, le Sorcier, l'Homme-dragon, l'androïde du Penseur fou et l'Homme-taupe.

## Fiche technique
Sauf indication contraire, les informations mentionnées dans cette section peuvent être confirmées par la base de données cinématographiques IMDb,  présente dans la section « Liens externes ».
- Titre français : Les Quatre Fantastiques : Premiers pas
- Titre original : The Fantastic Four: First Steps
- Réalisation : Matt Shakman
- Scénario : Josh Friedman, Eric Pearson, Jeff Kaplan et Ian Springer, d'après une histoire d'Eric Pearson, Jeff Kaplan, Ian Springer et Kat Wood, d'après les Quatre Fantastiques créés par Stan Lee et Jack Kirby
- Musique : Michael Giacchino
- Décors : Kasra Farahani
- Costumes : Alexandra Byrne
- Photographie : Jess Hall
- Montage : Nona Khodai et Tim Roche
- Production : Kevin Feige
  - Production exécutive : Grant Curtis, Louis D'Esposito, Tim Lewis et Robert Kulzer
  - Coproduction : Mitchell Bell
- Société de production : Marvel Studios
- Société de distribution : Walt Disney Studios Motion Pictures
- Budget : 200 millions de $
- Pays de production :  États-Unis
- Langue originale : anglais
- Format : couleur - D-Cinema / 16mm[1] - 2,39:1 et 1,33:1 (Panavision) - son DTS | IMAX 6-Track | Dolby Digital | Dolby Atmos
- Genre : action, aventures, science-fiction, fantastique, super-héros
- Durée : 115 minutes
- Dates de sortie : 
  - France, Belgique, Suisse : 23 juillet 2025[2],[3],[4]
  - États-Unis : 25 juillet 2025

## Distribution
- Pedro Pascal (VF : Stéphane Pouplard) : Reed Richards / Mr Fantastique
- Vanessa Kirby (VF : Audrey Sourdive) : Susan « Sue » Storm / la Femme invisible
- Joseph Quinn (VF : Aurélien Raynal) : Johnny Storm / la Torche humaine
- Ebon Moss-Bachrach (VF : Xavier Fagnon) : Ben Grimm / la Chose
- Ralph Ineson (VF : Emmanuel Jacomy) : Galactus
- Julia Garner (VF : Marion Gress) : Shalla-Bal / la Surfeuse d'argent
- Paul Walter Hauser (VF : Jérôme Wiggins) : Harvey Elder / l'Homme-taupe
- Natasha Lyonne (VF : Sandra Valentin) : Rachel Rozman
- Sarah Niles (VF : Annie Milon) : Lynne Nichols, la cheffe de cabinet de la Fondation du Futur (en)
- Mark Gatiss (VF : Xavier Béja) : Ted Gilbert, l'animateur de télévision
- Matthew Wood : HERBIE (voix)
- Ada Scott : Franklin Richards
- Alex Hyde-White : le présentateur d'ABC (caméo)
- Rebecca Staab : la présentatrice de Channel Nine (caméo)
- Jay Underwood : un ouvrier d'une usine électrique (caméo)
- Michael Bailey Smith : un ouvrier d'une usine électrique (caméo)
- Robert Downey Jr. : Victor von Doom / Docteur Doom (caméo non crédité, scène inter-générique)
- John Malkovich : Ivan Kragoff / le Fantôme rouge (caméo vocal non crédité, scène post-générique + scènes coupées)

## Production

### Genèse et développement
Lors de la Comic-Con de San Diego de juillet 2019, Kevin Feige annonce que Marvel Studios développe un film sur les Quatre Fantastiques au sein de l'univers cinématographique Marvel. Jon Watts est confirmé comme réalisateur en décembre 2020. Il démissionne cependant en avril 2022 pour faire une pause dans les projets de super-héros. Le tournage devrait commencer en 2023. Les Quatre Fantastiques devrait sortir le 8 novembre 2024.
Kevin Feige précise, lors d'une interview pour The Hollywood Reporter le 27 juillet 2022, que ce film ne sera pas une origin-story comme ont pu l'être les films de 2005 et 2015.
« A lot of people know this origin story. A lot of people know the basics. How do we take that and bring something that they’ve never seen before? »
— Kevin Feige, The Hollywood Reporter

« Beaucoup de gens connaissent l'histoire des origines. Beaucoup de gens connaissent les bases. Comment pouvons-nous prendre cela et apporter quelque chose qu'ils n'ont jamais vu auparavant ? »
— The Hollywood Reporter
Lors de la D23 Expo du 10 septembre 2022, il a été annoncé que le réalisateur Matt Shakman, réalisateur de la série WandaVision, avait été engagé afin de réaliser le film,.
En juin 2023, Marvel Studios repousse la date du film Les Quatre Fantastiques au 2 mai 2025 en raison de la grève des scénaristes à Hollywood.
Lors du San Diego Comic-Con 2024, le nouveau titre du film est révélé, The Fantastic Four: First Steps et le début du tournage est annoncé pour le 29 juillet 2024. Durant l'événement, Shakman décrit l'esthétique du film comme rétrofuturiste des années 1960. Le designer industriel et artiste conceptuel Syd Mead a été une source d'inspiration pour le film, tout comme l'optimisme de la course à l'espace et les idées que les gens avaient à propos des futurs voyageurs spatiaux à l'époque, lorsque les premiers comics consacrés aux Quatre Fantastiques étaient écrits.
Shakman déclare : « Je voulais vraiment prendre tout ce formidable contenu d'Apollo 11 et simplement imaginer qu'au lieu de Neil Armstrong et Buzz Aldrin, ce soient les Storm, Ben Grimm et Reed Richards qui partent dans l'espace », il réaffirme par la suite que le récit débuterait après que l'équipe aient acquis leurs pouvoirs, évitant ainsi de raconter à nouveau leur origine, comme l'avait fait les précédents films.

### Attribution des rôles
Les noms des interprètes des personnages principaux sont dévoilés le 14 février 2024 : Pedro Pascal dans le rôle de Reed Richards / Mr Fantastique, Vanessa Kirby dans celui de Sue Storm / la Femme invisible, Joseph Quinn dans celui de Johnny Storm / la Torche humaine et Ebon Moss-Bachrach dans celui de Ben Grimm / la Chose. Par la même occasion, une nouvelle date de sortie est annoncée, le film étant désormais prévu pour le 25 juillet 2025.
En avril 2024, Julia Garner est choisie pour interpréter Shalla-Bal, une version féminine du Surfer d'argent ; en mai, s'ajoutent Natasha Lyonne et Ralph Ineson, qui rejoint le casting dans le rôle du principal antagoniste Galactus.
Présent dans la première bande-annonce, l'acteur John Malkovich est finalement coupé au montage final par le réalisateur soit une semaine avant la sortie mondiale pour réduire la durée du film et mieux peaufiner l'intrigue principale du film, il aurait interprété le Fantôme rouge, un des vilains des Quatre Fantastiques.

### Tournage
Le tournage débute le 30 juillet 2024 à Londres aux Pinewood Studios sous le titre de travail Blue Moon. Il se termine en novembre de la même année à Oviedo. Des scènes ont également été tournées à Durdle Door et dans les mines de Middleton-by-Wirksworth.
Shakman a travaillé pour que le film ait une esthétique similaire aux films des années 1960, en privilégiant des objectifs d'époque. Des décors et des accessoires pratiques ont été utilisés, comme une maquette de vaisseau spatial de 4,3 mètres, afin de donner des effets miniature.
La scène inter-générique qui présente le Docteur Doom a été réalisée et tournée par Anthony et Joe Russo sur le tournage d'Avengers: Doomsday, comme c'était le cas avec la scène post-générique de Thunderbolts*.

## Musique
Bandes originales de l'univers cinématographique Marvel
Thunderbolts*
(2025)
En juillet 2024, il est annoncé que Michael Giacchino va composer la musique du film. Il avait déjà travaillé à plusieurs reprises avec Marvel Studios, en composant notamment les bandes originales de la trilogie Spider-Man (2017-2021) avec Tom Holland et de Doctor Strange (2016).
| Liste des titres | Liste des titres                                            | Liste des titres | Liste des titres | Liste des titres | Liste des titres | Liste des titres | Liste des titres | Liste des titres | Liste des titres |
| No               | Titre                                                       | Durée            |                  |                  |                  |                  |                  |                  |                  |
| ---------------- | ----------------------------------------------------------- | ---------------- | ---------------- | ---------------- | ---------------- | ---------------- | ---------------- | ---------------- | ---------------- |
| 1.               | The Fantastic Four: First Steps Main Theme Extended Version | 4:11             |                  |                  |                  |                  |                  |                  |                  |
| 2.               | Pregnancy Testing 1, 2, 3                                   | 1:59             |                  |                  |                  |                  |                  |                  |                  |
| 3.               | Fantastic Four, First Cue                                   | 5:34             |                  |                  |                  |                  |                  |                  |                  |
| 4.               | Herald Today, Gone Tomorrow                                 | 3:48             |                  |                  |                  |                  |                  |                  |                  |
| 5.               | Out to Launch                                               | 6:11             |                  |                  |                  |                  |                  |                  |                  |
| 6.               | A Galactus Case of the Munchies                             | 3:09             |                  |                  |                  |                  |                  |                  |                  |
| 7.               | Bowel Before Me                                             | 3:08             |                  |                  |                  |                  |                  |                  |                  |
| 8.               | The Light Speed of Your Life                                | 3:43             |                  |                  |                  |                  |                  |                  |                  |
| 9.               | Nothing Neutron Under the Sun                               | 2:24             |                  |                  |                  |                  |                  |                  |                  |
| 10.              | Starship Birth                                              | 5:08             |                  |                  |                  |                  |                  |                  |                  |
| 11.              | Span-tastic Voyage                                          | 6:36             |                  |                  |                  |                  |                  |                  |                  |
| 12.              | The Bridges of Silver Surfer County                         | 1:34             |                  |                  |                  |                  |                  |                  |                  |
| 13.              | A Mole in Your Plan                                         | 3:09             |                  |                  |                  |                  |                  |                  |                  |
| 14.              | A Walk on the City                                          | 6:09             |                  |                  |                  |                  |                  |                  |                  |
| 15.              | The Other Sue Drops                                         | 5:34             |                  |                  |                  |                  |                  |                  |                  |
| 16.              | Don't Sue the Baby!                                         | 2:53             |                  |                  |                  |                  |                  |                  |                  |
| 17.              | Without Further Adieu                                       | 1:24             |                  |                  |                  |                  |                  |                  |                  |
| 18.              | Carseat Drivers                                             | 1:18             |                  |                  |                  |                  |                  |                  |                  |
| 19.              | Fantastic Four to Be Reckoned With                          | 2:29             |                  |                  |                  |                  |                  |                  |                  |
| 20.              | The Galactus/Silver Surfer Suite                            | 7:25             |                  |                  |                  |                  |                  |                  |                  |
| 21.              | Tripping the Lights Fantastic                               | 2:16             |                  |                  |                  |                  |                  |                  |                  |
| 22.              | The Fantastic Four Power Hour (Cartoon Theme)               | 0:35             |                  |                  |                  |                  |                  |                  |                  |
| 23.              | The Ted Gilbert Show                                        | 0:41             |                  |                  |                  |                  |                  |                  |                  |
| 24.              | Let Us Be Devoured (Studio Version)                         | 3:46             |                  |                  |                  |                  |                  |                  |                  |
| 25.              | H.E.R.B.I.E.'s Lullaby (Matthew Wood)                       | 1:21             |                  |                  |                  |                  |                  |                  |                  |
| 86:25            |                                                             |                  |                  |                  |                  |                  |                  |                  |                  |

## Sortie et accueil

### Promotion et date de sortie
La sortie américaine était initialement fixée au 8 novembre 2024, puis au 2 mai 2025, puis finalement au 25 juillet 2025.
La première bande-annonce internationale est publiée le 4 février 2025. Elle a été visionnée 202 millions de fois au cours des premières 24 heures, ce qui en fait le troisième meilleur démarrage pour une bande-annonce de Marvel Studios, derrière celles de Deadpool et Wolverine (365 millions) et de Spider-Man: No Way Home avec 355 millions de vues. La diffusion en direct préparant sa publication sur YouTube est devenue la plus regardée de l'histoire de Marvel.

### Box-office
| Pays ou région | Box-office        | Date d'arrêt du box-office | Nombre de semaines |
| -------------- | ----------------- | -------------------------- | ------------------ |
| États-Unis     | 232 446 827 $     | en cours                   | 3                  |
| France         | 1 237 791 entrées | en cours                   | 3                  |
| Allemagne      | 210 655 entrées   | en cours                   | 2                  |
| Espagne        | 341 106 entrées   | en cours                   | 2                  |
| Brésil         | 204 586 entrées   | en cours                   | 2                  |
| Russie         | 119 124 entrées   | en cours                   | 2                  |
| Italie         | 429 993 entrées   | en cours                   | 2                  |
| Corée du Sud   | 541 469 entrées   | en cours                   | 2                  |
| Chine          | 839 986 entrées   | en cours                   | 2                  |
| Total mondial  | 437 090 844 $     | en cours                   | 3                  |